# Plankogel
Plankogel är ett berg i Österrike.   Det ligger i distriktet Weiz och förbundslandet Steiermark, i den östra delen av landet, 110 km sydväst om huvudstaden Wien. Toppen på Plankogel är 1 531 meter över havet, eller 288 meter över den omgivande terrängen. Bredden vid basen är 8,5 km.
Terrängen runt Plankogel är huvudsakligen kuperad. Närmaste större samhälle är Weiz, 16,0 km söder om Plankogel. 
I omgivningarna runt Plankogel växer i huvudsak blandskog. Runt Plankogel är det ganska tätbefolkat, med 80 invånare per kvadratkilometer.